# Молотоголовый крылан
Молотоголовый крылан (лат. Hypsignathus monstrosus) — вид рукокрылых млекопитающих семейства крылановых, распространённый в Западной и Центральной Африке.
Длина тела 19,3—30,4 см, хвост отсутствует, размах крыльев самцов до 90,7 см. Самцы, вес которых в среднем составляет 420 граммов, вдвое тяжелее самок, вес которых в среднем составляет 254 граммов. Морда массивная и кубовидная, выглядит обрубленной спереди; рот окружён большими, поникшими губами. Кроме того, у самцов сильно увеличена гортань и два воздушных мешка, которые открываются в глотку. При помощи этих органов они могут издавать громкие звуки. У самок, однако, типичная «собачья» морда фруктовых летучих мышей. Окраска меха серовато-коричневого цвета. Грудь бледнее, а светлый оттенок распространяется вокруг шеи, образуя нечто вроде воротничка. У основания уха имеются белые пучки волос.
Вид населяет низменные тропические влажные леса, речные леса, болотные леса, мангровые леса, пальмовые леса, реже влажные саванны. Животные ведут ночной образ жизни, отдыхая в течение дня в небольших группах от четырёх до пяти (иногда до 25) особей, в основном на деревьях на высоте от 20 до 30 метров. Питаются преимущественно плодами, в основном инжира, а также манго, гуавы и бананами. Они в основном потребляют соки из фруктов. Самцы привередливы и в поисках пищи за одну ночь часто преодолевают расстояние до 10 километров, самки менее разборчивы и довольствуются плодами худшего качества.
Два раза в год, с июня по август и с декабря по февраль, часто более 100 самцов собираются в ветвях. Они держатся на расстоянии около 10 метров друг от друга и начинают издавать громкие крики, одновременно размахивая крыльями. Самки следят за представлением, затем выбирают самца, садятся и спариваются с ним. Только 6 % всех самцов составляют 89 % всех спариваний. О периоде беременности и вскармливания не известно. У молодых самцов типичные увеличения черепа начинают развиваться в возрасте около года, и они достигают половой зрелости в возрасте около 18 месяцев, тогда как самки уже созревают в возрасте шести месяцев.
Этот вид летучих мышей согласно проведённым исследованиям является носителем вируса Эбола, вызывающего у людей соответствующую тяжёлую лихорадку.